# ジャイウソン・マルケス・シケイラ
ジャイウソン（Jailson）ことジャイウソン・マルケス・シケイラ（ポルトガル語: Jailson Marques Siqueira、1995年9月7日 - ）は、ブラジル・カサパヴァ・ド・スル出身のサッカー選手。セルタ・デ・ビーゴ所属。ポジションはMF。

## クラブ歴
グレミオFBPAの下部組織からアソシアソン・シャペコエンセ・ジ・フチボウU-20にレンタル移籍中の2015年3月18日に行われたコパ・ド・ブラジルのインテルポルトFC戦でシャペコエンセの選手として後半途中から出場しプロデビュー。2016年1月にグレミオFBPAに復帰し、カンピオナート・ガウショでグレミオ初出場。プロ初得点はカンピオナート・ブラジレイロ・セリエAのシャペコエンセ戦であった。
2018年8月30日、フェネルバフチェSKに移籍。
2020年9月18日、大連人職業足球倶楽部に移籍。2020シーズンは6試合に出場したが、2021シーズンは中国に入国することができず、出場は1試合も無かった。
2022年1月7日、SEパルメイラスに移籍。
2023年12月28日、スペインのセルタ・デ・ビーゴへ移籍し、2025年6月までの契約を結んだ。

## タイトル
グレミオFBPA
- コパ・ド・ブラジル: 2016
- コパ・リベルタドーレス: 2017
- レコパ・スダメリカーナ: 2018